# Janetschekia necessaria
Janetschekia necessaria là một loài nhện trong họ Linyphiidae.
Loài này thuộc chi Janetschekia. Janetschekia necessaria được Andrei V. Tanasevitch miêu tả năm 1985.